# Аморбах
Аморбах (нім. Amorbach) — місто в Німеччині, розташоване в землі Баварія. Підпорядковується адміністративному округу Нижня Франконія. Входить до складу району Мільтенберг.
Площа — 50,92 км2. Населення становить 3947 ос. (станом на 31 грудня 2020).